# Love Gun
Love Gun är den amerikanska hårdrocksgruppen Kiss sjätte studioalbum, utgivet den 30 juni 1977 på etiketten Casablanca Records.
Gitarristen Ace Frehley gör med låten "Shock Me" sin första sånginsats på ett Kiss-album. Trummisen Peter Criss sjunger låten "Hooligan". Den sista låten, "Then She Kissed Me", är en cover på "Then He Kissed Me" (av bland andra Phil Spector), som framfördes av The Crystals.
Låten "Plaster Caster", som sjungs av Gene Simmons, handlar om en groupie som hade för vana att gjuta av sina älskares könsorgan.

## Låtlista
| 1. | I Stole Your Love    | Paul Stanley | Stanley | 3:04 |
| 2. | Christine Sixteen    | Gene Simmons | Simmons | 3:14 |
| 3. | Got Love for Sale    | Simmons      | Simmons | 3:27 |
| 4. | Shock Me             | Ace Frehley  | Frehley | 3:46 |
| 5. | Tomorrow and Tonight | Stanley      | Stanley | 3:38 |

| 1.           | Love Gun           | Stanley                                   | Stanley      | 3:18  |
| 2.           | Hooligan           | Peter Criss, Stan Penridge                | Criss        | 2:59  |
| 3.           | Almost Human       | Simmons                                   | Simmons      | 2:47  |
| 4.           | Plaster Caster     | Simmons                                   | Simmons      | 3:28  |
| 5.           | Then She Kissed Me | Jeff Barry, Ellie Greenwich, Phil Spector | Stanley      | 3:02  |
| Total längd: | Total längd:       | Total längd:                              | Total längd: | 40:42 |

## Medverkande
- Gene Simmons – elbas/sång, piano på "Christine Sixteen"
- Paul Stanley – kompgitarr/sång
- Ace Frehley – sologitarr/sång
- Peter Criss – trummor/percussion/sång
- Eddie Kramer – piano
- Jimmy Maelin – congas på "Almost Human"